# 劉子期
劉子期（？—466年），南北朝刘宋宋孝武帝劉駿第二十六子，母為江美人。為劉子衡的胞弟。泰始二年（466年），劉子期被宋明帝赐死。